# Império Almorávida
O Império Almorávida (em árabe: المرابطون; romaniz.: Al-Murābiṭūn; lit. "aqueles dos arrábitas") foi um império islâmico fundado por uma dinastia berbere do norte da África e que se centrou no território do atual Marrocos. O império foi estabelecido no século XI no Magrebe ocidental e Alandalus, englobando territórios atualmente pertencentes à Mauritânia, Saara Ocidental (donde provinham), Marrocos e a metade sul da Península Ibérica. A capital do império foi a cidade de Marraquexe, fundada pelo líder almorávida Abu Becre ibne Omar por volta de 1070. A dinastia emergiu de uma aliança entre as tribos nômades berberes lantuna, judala e massufa, habitantes das atuais Mauritânia e Saara Ocidental, atravessando o território entre os rios Drá, Níger e Senegal.
Os Almorávidas foram cruciais na prevenção da conquista dos territórios muçulmanos pelos reinos cristãos da Península Ibérica, quando decisivamente venceram a aliança entre os exércitos de Castela e Aragão na Batalha de Zalaca em 1086. Isso concedeu-lhes controle sobre um império que estendia-se três mil de norte a sul. Os líderes do império nunca reivindicaram o título de califa, adotando no lugar o título de miramolim (lit. "Príncipe dos Muçulmanos") ao mesmo tempo que reconheciam o domínio sobre o Califado Abássida de Baguedade. No entanto, o reinado da dinastia teve uma duração relativamente curta. Os almorávidas caíram no seu ápice ao falharem em deter a rebelião masmuda iniciada por ibne Tumarte. Como resultado, seu último rei Ixaque ibne Ali foi morto em Marraquexe em abril de 1147 pelo Califado Almóada, substituindo-o como dinastia dominante no Magrebe e Alandalus.

## Os Azenegues
Nas terras do sul correspondentes aos atuais estados da Mauritânia e Mali, do rio Senegal até ao rio Níger, fazendo fronteira com o antigo Império do Gana, um povo de pastores nómadas berberes estabeleceu-se com os seus gados; este povo era pertencente aos Azenegues, também conhecidos como zenagas ou sanhajas, cujas tribos principais eram os lantunas e os massufas (outras tribos azenegues, estas sedentárias, habitavam os vales próximos do Atlas, como o do rio Drá; entre estas os lantas e os jazulas).
Após ter conseguido deter o avanço dos povos negros do sul, graças a alianças intertribais, uma "confederação" Azenegue foi forjada, a pedido dos Lantunas, com o fim de consolidar como capital a cidade de Audagoste a sul da Mauritânia e de dispor uma ampla zona de pastoreio e controlar as principais rotas de caravanas que cruzavam a região de norte a sul.

## A consciencialização religiosa
Aproveitando a viagem de volta da peregrinação a Meca, Iáia ibne Ibraim Aljudali, da tribo dos gudalas, chefe da confederação dos Azenegues, entrevistou-se por volta de 1040 na cidade de Cairuão em Ifríquia (atual Tunísia) com o prestigioso alfaqui malequita Abu Inrane Alfaci (originário da cidade de Fez) visando elevar o nível da consciência religiosa do seu povo. Abu Inrane Alfaci propôs um antigo aluno seu para esta tarefa, Uagague ibne Zalu Alanti, da tribo dos lentas, o qual, por sua vez, recomendou Abedalá ibne Iacine, da tribo dos jazulas. Sobre este último recaiu o papel de pregador no seio das tribos azenegues.
Os maliquitas acreditam no al Muwatta (livro escrito por Maleque ibne Anas, o fundador da doutrina), que entre outras coisas defende a poliginia, a virgindade pré-matrimonial, o repúdio e o direito ao contrato matrimonial das filhas.
Esta reforma religiosa orientar-se-ia a benefício do sunismo e do maliquismo, do qual estava fortemente convencido o novo predicador e guia espiritual Abedalá ibne Iacine, dotado com um excepcional vigor. A doutrina que lançou não tardaria a tomar cor política, com uma volta à ortodoxia sunita. A princípio, o pouco entusiasmo mostrado pelos azenegues para abraçar a "causa" de ibne Iacine motivou a retirada deste, taticamente, a um arrábita (similar a um mosteiro fortificado) na ilha de Tidra com alguns adeptos. Este arrábita era considerado como um lugar de purificação e de formação do muçulmano exemplar. Esta exemplaridade conseguia-se à base de uma férrea disciplina. Esta exemplaridade, com a propaganda feita pelos seus adeptos, fez com que a reputação de Abedalá ibne Iacine e o seu arrábita crescessem com a quantidade de monges-soldados que acudiam ao arrábita para depurar-se.
Um momento decisivo na expansão do movimento foi a adesão de Iáia ibne Omar Alantuni, chefe da poderosa tribo dos Lantunas. Os homens tinham o costume de levar véu, que nunca tirariam, sob condenação de ser menosprezados pelos seus amigos e parentes; este véu era uma espécie de "turbante" similar à que usam os tuaregues (de facto, os atuais tuaregues são descendentes daquelas tribos), com todos os seus. Iáia ibne Omar impor-se-á como chefe militar, enquanto que Abedalá ibne Iacine continuará como guia espiritual.

## Factores que favoreceram o movimento almorávida
Os principais factores que favoreceram o movimento almorávida foram:
1. A solidariedade tribal e a reforma religiosa.
2. O factor económico. As vastas extensões de terra onde pastavam os rebanhos dos Azenegues, tinham um interesse estratégico: o controlo das caravanas carregadas com mercadorias (nomeadamente, ouro e sal) que tinham como destino o norte da África e o Alandalus. Os massufas controlariam o eixo Tagaza-Audagoste-Sijilmassa; os lentas o itinerário costeiro desde a desembocadura do rio Senegal até a região do rio Nul; os gudalas controlariam uma mina de sal situada a sudoeste da costa atlântica; e os lantunas controlariam o vale do Drá e o eixo Audagoste-Sus direção Sijilmassa.
3. Fragmentação do mundo muçulmano. Em Ifríquia (atual Tunísia), ocorreu a invasão fialiana, a queda de Cairuão (1053) com tentativas de prosperar para oeste. No Magrebe ocidental (atual Marrocos), os berguatas dominam as planícies atlânticas, os idríssidas conservam as cidades de Tamdoilite, Igli e Massa, visando tomar Ceuta aos Omíadas de Córdova; os magrauas e os seus primos, os ifrânidas controlam Salé, Tremecém, Tadla e Fezaz; a taifa zeneta de Chelá controlava de Fez até Sijilmassa. O Alandalus encontrava-se fracionado em diversos reinos de Taifas.

## Desembarque na Península Ibérica
Afonso VI (1040–1109) tomou Toledo a 25 de maio de 1085, alarmando os andaluzes, que viam perigar o seu futuro, o que os forçou a tomarem a decisão, não sem grandes reparos, de chamar em auxílio os curtidos guerreiros almorávidas, facção que predicava o cumprimento ortodoxo do Islão, no comando do seu chefe Iúçufe ibne Taxufine. Este era um austero dervixe que se vestia com pele de ovelha e se alimentava frugalmente com tâmaras e leite de cabra, como os lendários fundadores do Islão.
O rei da taifa de Sevilha Almutâmide pediu ajuda:
| “ | Ele (Afonso VI) veio pedindo-nos púlpitos, minaretes, mirabes e mesquitas para levantar nelas cruzes e que sejam regidos pelos seus monges (...) Deus concedeu-vos um reino em prémio à vossa Guerra Santa e à defesa de Seus direitos, pelo vosso trabalho (...) e agora contais com muitos soldados de Deus que, lutando, ganharão em vida o paraíso | ” |

Iúçufe veio com o seu exército e encontrou-se com uma terra fértil e próspera; também observou o relaxamento dos preceitos doutrinais do Islão e a grande tolerância para os judeus e cristãos. Isto provocou-lhe a determinação de se apoderar desses reinos, alentado pela divisão entre as diferentes taifas.

## Período almorávida no Alandalus

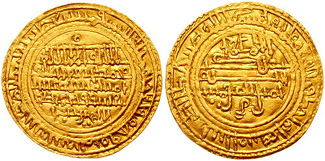
Dinar almorávida de Ali ibne Iúçufe. Almeria, 1106-1142

Os Almorávidas derrotaram Afonso VI de Leão e Castela na batalha de Zalaca em 1086, mas não aproveitaram a vitória recém-obtida pois o emir Iúçufe ibne Taxufine voltou para o norte da África devido a seu filho ter acabado de falecer. No entanto, os Almorávidas voltaram a cruzar o estreito de Gibraltar e, a partir de 1090, foram apoderando-se dos reinos de taifas. No verão desse ano, Iúçufe dirigiu-se para Toledo visando recuperá-la, mas o rei de Leão, com a ajuda de um exército de Aragão, recusou o exército almorávida que, mudando os seus planos, conquistaria Granada em setembro de 1090. Uma vez conquistada, Iúçufe volta para o Magrebe deixando na Península Ibérica o seu primo Sir ibne Abu Becre com o mandato de reduzir o restante das taifas do Alandalus. Antes de acabar esse ano, o adalide almorávida tomou Tarifa e, na primavera de 1091, atacou a importante Taifa de Sevilha. No verão, já sucumbiram ao poder norte-africano Córdova e Carmona e, em setembro, Sevilha. De seguida, são subjugadas as taifas de Xaém, Múrcia e Dénia, pelo que só escapavam dos Azenegues as grandes taifas de Badajoz, Saragoça e Maiorca.

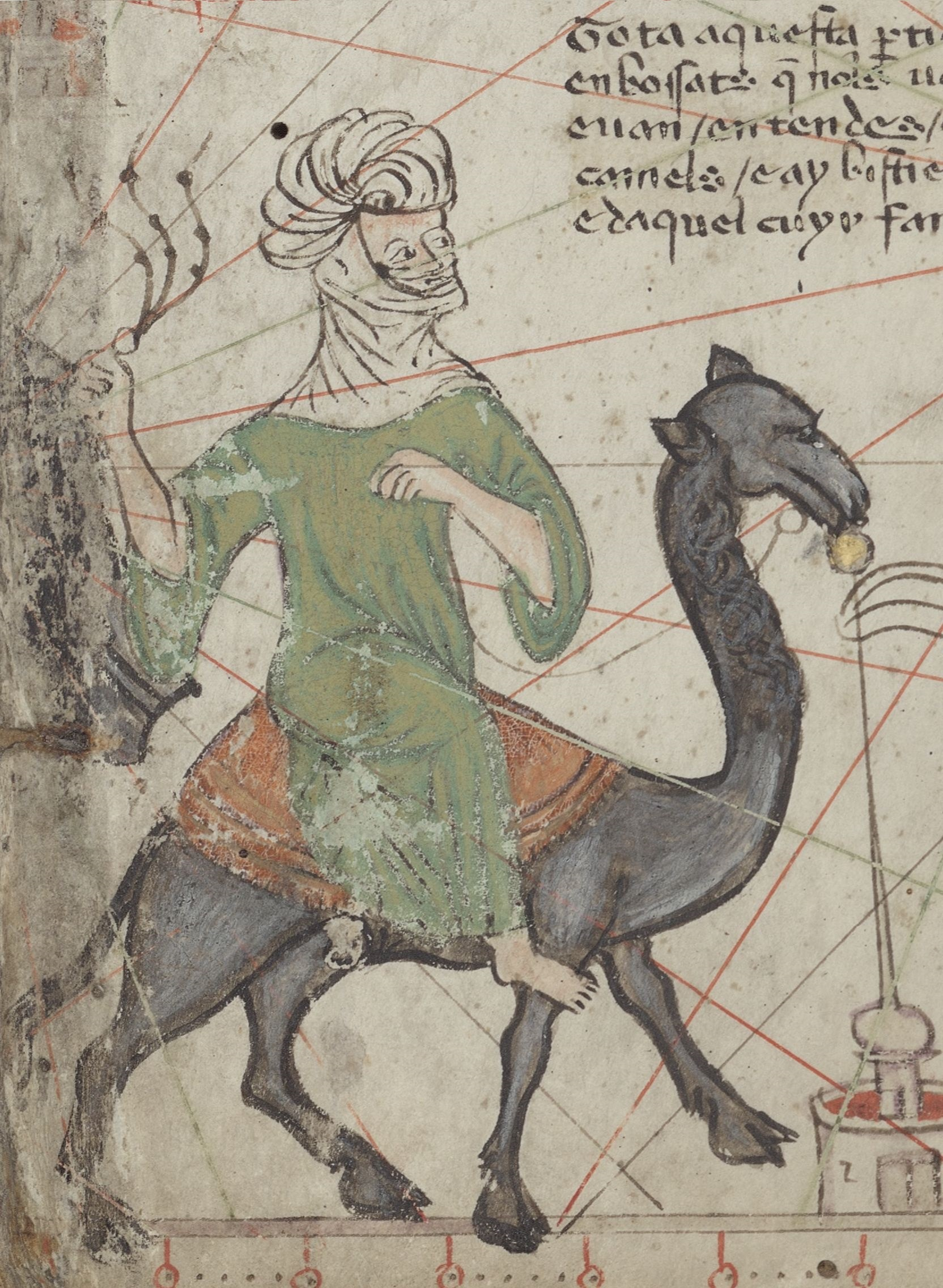
Representação de Abubecre ibne Omar Alantuni (Catalão Atlas)

Enquanto isso, El Cid dominava o levante e, a 15 de junho de 1094, conquistava Valência, criando nela um principado e afastando por duas vezes os Almorávidas: a primeira, quando acudiram a reconquistá-la no outono desse mesmo ano na batalha de Bairén com a colaboração de Pedro I de Aragão e numa segunda tentativa em 1097 por parte do próprio imperador Iúçufe ibne Taxufine. De qualquer maneira, um filho de Iúçufe ibne Taxufine, Maomé ibne Aiça, retomou a praça de Aledo em 1092, perto de Múrcia, que constituíra uma fortificação cristã avançada na terra muçulmana desde 1085 e os Almorávidas tentaram recuperar, sem sucesso, em 1088. A seguir, Maomé ibne Aiça ocupou Játiva e Alzira, situando-se a apenas 35 quilómetros de Valência. Em 1093, Sir ibne Abu Becre atacou Mutavaquil de Badajoz e conspira contra ele, propiciando a sua queda: após fazer prisioneiro o rei pacense e seus filhos, fê-los executar quando se dirigia para Sevilha. Com a Taifa de Badajoz caiu também Lisboa, que o conde Raimundo de Borgonha, esposo da princesa Urraca, foi incapaz de defender.
Após a morte de El Cid, em 1099, o principado de Valência passou a ser governado pela sua esposa viúva Jimena mas em 1102 Afonso VI decidiu que a cidade não podia ser mantida e evacuou-a, abandonando-a ao poder almorávida, não sem antes incendiá-la. Iúçufe ibne Taxufine morreu a 2 de setembro de 1106, sendo sucedido pelo seu filho Ali ibne Iúçufe.
Em 1109, a independência de Saragoça estava em perigo frente do poder berbere. Esta taifa mantivera-se independente graças, em parte, às boas relações que Almostaim II de Saragoça manteve com o emir Iúçufe ibne Taxufine. Assim, em 1093 ou 1094, o rei de Saracusta enviou o seu próprio filho com generosos presentes ao imperador almorávida e, em 1103 (ano em que também caía a Taifa de Albarracín em poder almorávida), quando Iúçufe procurava o reconhecimento do seu filho Ali como herdeiro ao trono, de novo foi enviado o filho do rei saragoçano a Córdova como embaixador de boa vontade. Assim, Saragoça manteve a sua independência até 1110, ano em que finalmente cairia sob o poder almorávida.
A partir da conquista de Valência em 1102 começou a hegemonia almorávida no Alandalus. Ali ibne Iúçufe atacou em 1108 a fortificação de Uclés, defendida por um exército encabeçado por Sancho Alfónsez, o herdeiro de Afonso VI de Castela, e dois dos seus melhores capitães: Álvar Fáñez e García Ordóñez. A batalha de Uclés terminou com derrota cristã e com a morte do infante de Leão. No ano seguinte, o emir almorávida tentou aproveitar essa vitória ao atacar Talavera, visando preparar a conquista de Toledo, bastião que continuará contendo o avanço dos Azenegues.
Apenas ficava em poder dos taifas andaluzes a Taifa de Maiorca, devido à sua situação insular e o poderio da sua frota, que saqueava constantemente as costas de Barcelona. Contra ela foi enviada em 1114 uma expedição de cruzada com a ajuda da frota de Pisa. Raimundo Berengário III comandou a expedição que se prolongou quase todo o ano. Contudo, o auxílio almorávida chegou por fim e as ilhas passaram a fazer parte do império almorávida, frente à retirada barcelonesa. Em 1116, sucumbia a última das taifas de Alandalus.
Após culminar a máxima expansão, o império almorávida recebeu o influxo da cultura andaluz, cujas criações artísticas assimilaram. A nova capital, Marraquexe, fundada por este movimento, começou a embelezar-se com o emirado de Ali recolhendo as formas da cultura da arte taifa. Da arte almorávida ficam poucos exemplos (e apenas de arquitetura militar na Península Ibérica), como a Cubate Barudim de Marraquexe. Também assimilaram a cultura escrita: matemáticos, filósofos e poetas acolheram-se à proteção dos governadores almorávidas. Os seus costumes foram relaxando-se, apesar de, por regra geral, imporem uma observação dos preceitos religiosos do islão muito mais rigorosa do que era habitual nos primeiros reinos de taifas. O místico Algazali foi vetado, mas houve exceções e na Saragoça de ibne Tifiluite o pensador heterodoxo Avempace chegou a ocupar o cargo de vizir entre 1115 e 1117. Unificaram a moeda, generalizando o dinar de ouro de 4,20 gr como moeda de referência, e criando moeda fracionária, que escasseava no Alandalus. Estimularam o comércio e reformaram a administração, outorgando amplos poderes às austeras autoridades religiosas, que promulgaram diversas fátuas, algumas das quais prejudicavam gravemente os judeus e, sobretudo, os moçárabes, que foram perseguidos neste período e pressionados para a sua conversão ao Islão. Sabe-se que a importante comunidade hebraica de Lucena teve de desembolsar importantes quantidades de dinheiro para evitar a sua conversão forçada.
Outro grupo muito numeroso, os moçárabes de Granada, perderam as suas igrejas e os seus bispos. O descontentamento foi crescendo até ao ponto de, em 1124, chamarem Afonso I de Aragão ao seu auxílio; este acabava de conseguir uma importante vitória sobre os Almorávidas, tomando a importante cidade de Saragoça em 1118. A comunidade cristã granadina prometeu ao Batalhador rebelar-se contra os governadores da capital e franquear as portas da cidade para que este a conquistasse. Assim, Afonso I de Aragão empreendeu uma incursão militar pelo Alandalus que, embora não o levasse a conquistar Granada, pôs em evidência a debilidade militar almorávida nessas datas, pois venceu-os em campo aberto na batalha de Arnisol, saqueou as férteis campinas andaluzes, de Granada até Córdova e Málaga, e resgatou um nutrido contingente de moçárabes para, com eles, repovoar as recém-conquistadas terras do vale do Ebro. Esta campanha prolongada por quase um ano até junho de 1126 mostrava a decadência do império almorávida. Por esses mesmos anos, os almóadas começavam a fustigar os almorávidas no coração da África ocidental.

## Fim do império almorávida
Por volta de 1125 um novo poder estava a surgir no Magrebe, o dos almóadas, surgidos da tribo dos zenetas, que conseguiram, com um novo espírito de aplicação rigorosa da lei islâmica, já relaxados os costumes dos almorávidas, impor-se ao poderio almorávida após a queda da sua capital Marraquexe, em 1147.
Após a campanha do rei de Aragão, os moçárabes andaluzes foram retaliados e, na sua maioria (temendo novas rebeliões internas), deportados para o norte da África, parando primariamente em Fez. Ao tratar-se de uma população com um alto nível de desenvolvimento cultural, a sua deportação empobreceu o Alandalus. Foram anos em que começou um auge dos povoamentos em arrábitas, ou mosteiros islâmicos, que tiveram um papel fundamental na origem do movimento almorávida, e que proliferam agora no Alandalus. Os impostos que pagavam as minorias étnicas (moçárabes, judeus) diminuíram com o exílio e a emigração desses, com o que se tornou necessário aumentar as taxas, infringindo a lei corânica. Começou uma crise económica refletida na desvalorização do dinar de ouro, que passou a ter um peso de 3,85 gramas.
Simultaneamente, os almóadas começaram a impor-se em África na década de 1130, o que obrigou os almorávidas a diminuírem as forças militares da Península, que tiveram de reduzir a guarnições nos principais distritos andaluzes, para poder contra-arrestar a guerra declarada contra a nova corrente integrista. Tudo isso propiciou a insurgência no Alandalus na década de 1140, momento no qual os almóadas conquistaram a grande cidade de caravanas de Sijilmassa, no Magrebe, cruzamento de rotas comerciais e ponto chave na rota do ouro que procedia da África subsaariana.
O golpe de graça foi a sublevação do distrito de Mértola em 1144, onde se impôs como rei o místico ibne Caci, dando lugar ao período dos segundos reinos de taifas. Quando este régulo foi derrocado, solicitou o socorro da nova força emergente: os almóadas que, repetindo o ciclo, foram apropriando-se progressivamente, desde o Algarve, de todo o Alandalus, evacuando a administração almorávida e mudando a capital de Granada (que o foi do império almorávida no Alandalus entre 1090 e 1148) para Sevilha, que seria a nova capital almóada andaluz desde esse último ano; nela seriam erguidos importantes monumentos arquitetónicos que se conservaram até a atualidade, como a Giralda ou a Torre del Oro, que continuavam a tradição artística andaluz taifal e almorávida. Entretanto, Afonso VII de Castela aproveitava a confusão reinante para conquistar o resguardado e próspero porto e cidade de Almeria, sucesso que foi celebrado no poema homónimo recolhido na Chronica Adefonsi Imperatoris, que incluía um testemunho de que os factos de El Cid haviam já obtido grande fama entre a população.
Com a queda da capital Marraquexe às mãos dos almóadas em 1147, o império almorávida cedeu o seu lugar ao novo poder rigorista, que imporá a sua hegemonia no Magrebe e no Alandalus até à derrota das Navas de Tolosa em 1212.

## Emires almorávidas
| Nº | Anos no poder | Nome                          |
| 1  | 1062—1106     | Iúçufe ibne Taxufine          |
| 2  | 1106—1143     | Ali ibne Iúçufe               |
| 3  | 1143—1145     | Taxufine ibne Ali ibne Iúçufe |
| 4  | 1145—1145     | Ibraim ibne Taxufine          |
| 5  | 1145—1147     | Ixaque ibne Ali               |